# 静乐公主 (唐朝)
静乐公主独孤氏（7世纪？—745年），唐玄宗外孙女，唐玄宗女信成公主与驸马独孤明的女儿。唐朝和亲公主之一。
745年，唐玄宗封外孫女独孤氏静乐公主，嫁给契丹王李怀秀 同年，安禄山为了得边功而杀掠奚、契丹，导致奚、契丹造反，将静乐公主杀死。《资治通鉴》：“安禄山欲以边功市宠，数侵掠奚、契丹；奚、契丹各杀公主以叛，禄山讨破之。”